# Disulfure d'allyle
Le disulfure d'allyle ou plus exactement disulfure de diallyle est un composé allylique qui consiste en deux groupes allyliques liés par une liaison disulfure. Il a donc pour formule semi-développée (CH2=CH–CH2)–S–S–(CH2–CH=CH2).
En tant que composé organique très actif (qui peut être toxique à certaines doses importantes), il est la cause majeure de l'allergie à l'aïl (dont l'huile essentielle, très présente dans ses gousses, est très riche en mono- et poly-sulfures d'allyle et de méthyl-allyle, mais il est exceptionnel qu'on en consomme assez pour atteindre des doses toxiques létales) ; l’allergie peut affecter plus particulièrement les cuisiniers (qui le préparent très régulièrement sans protection adéquate des yeux et des mains) et parfois les femmes au foyer et certains gros consommateurs de produits aillés.

## Chimie
Le mélange racémique d'allicine peut être formé par oxydation du disulfure d'allyle:
(S–CH2CH=CH2)2   +   (R)–CO3H   →   (CH2=CH–CH2)–S(O)S–(CH2CH=CH2)   +   (R)–CO2H
où (R)–CO3H est l'acide méta-chloroperbenzoïque.

## Propriétés médicinales
Le disulfure de diallyle a de nombreuses propriétés médicinales. C'est 
- un antihypertenseur,
- un agent anti-cancéreux (antinéoplasique et antimutagène),
- un antibiotique naturel contre certaines bactéries pathogènes, dont les Listeria, E. coli O157:H7 et il est jusqu'à 300 fois plus actif contre Campylobacter jejuni organisé en biofilm[4] que les antibiotiques classiques ;  Il pénètre le biofilm et se montre 136 fois plus efficace que l’érythromycine et 300 fois plus que la ciprofloxacine ; il tue la bactérie C. jejuni en se fixant sur une enzyme contenant du soufre, bloquant alors le métabolisme de la bactérie[4].
- un spermicide, qui peut être utilisé comme un contraceptif administré localement par voie vaginale.

## Usages
Le disulfure d'allyle est aussi utilisé en cosmétologie comme agent parfumant.